# Grosse Seekarspitze
La Große Seekarspitze (littéralement « grande pointe du Lac ») est un sommet des Alpes, à 2 677 m d'altitude, dans le massif des Karwendel, et précisément du chaînon de Hinterautal-Vomper, en Autriche (Tyrol).

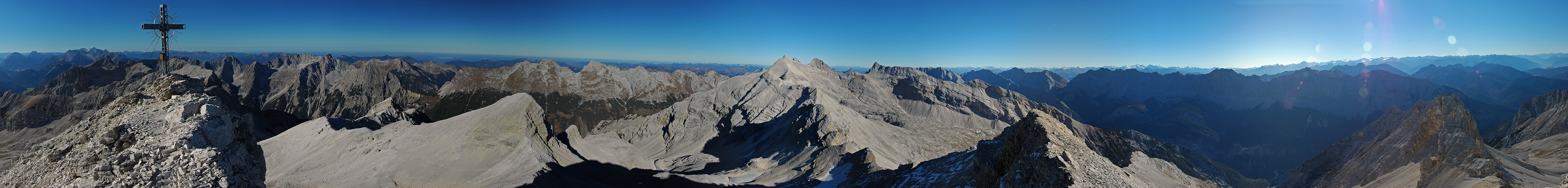
Panorama depuis le sommet.